# Bob Bartlett

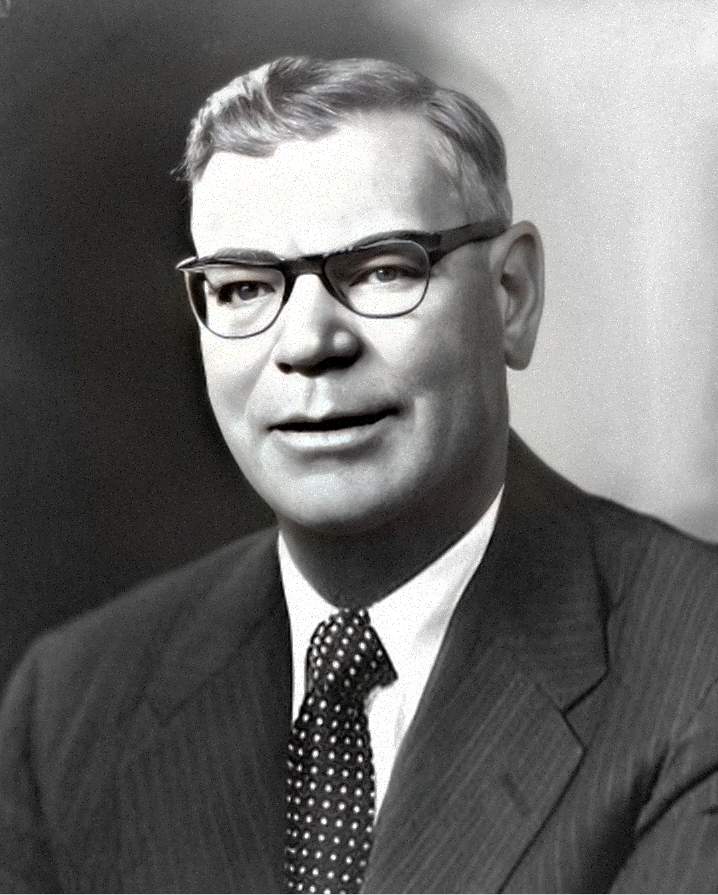
Bob Bartlett

Edward Lewis "Bob" Bartlett, född 20 april 1904 i Seattle, Washington, död 11 december 1968 i Cleveland, Ohio, var en amerikansk demokratisk politiker. Han representerade Alaska i USA:s senat 1959-1968.
Bartlett utexaminerades 1925 från University of Alaska Fairbanks. Han arbetade sedan som journalist för Fairbanks Daily News fram till 1933, då han blev sekreterare åt Anthony Dimond, Alaskaterritoriets delegat i USA:s representanthus.
Bartlett efterträdde Dimond 1945 som Alaskaterritoriets delegat. Han representerade territoriet utan rösträtt i kongressen 1945-1959.
När Alaska blev delstat, valdes Bartlett till en av den nya delstatens två senatorer. Han satt i senaten fram till sin död. Bartletts bronsstaty finns i National Statuary Hall Collection i USA:s Kapitolium.
Bartletts grav finns på Northern Lights Memorial Cemetery i Fairbanks.